# Dassault Mirage F1
Mirage F1 er et fransk militærfly produceret af Dassault.

## Brugere
- Frankrig
- Sydafrika
- Ecuador
- Spanien
- Gabon
- Grækenland
- Irak
- Jordan
- Kuwait
- Libyen
- Marokko
- Qatar
- Iran